# Demografía de Nauru

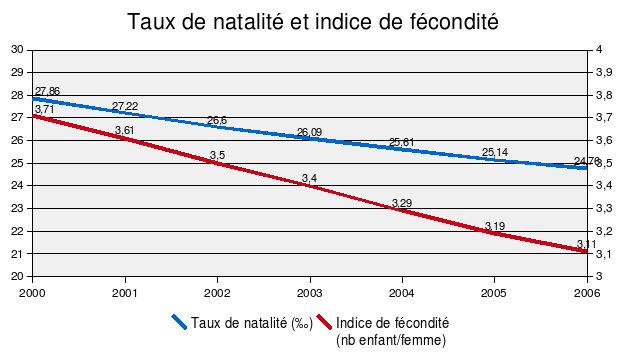
Tasa de natalidad e índice de fecundidad en Nauru

Desde julio de 2004, la población de Nauru es estimada a unos 12 329. A la gente de este país se la conoce como nauranos. Toda la información en este artículo son estimaciones del 2004.

## Estructura de la población

### Por edad
- 0-14 años: 39.6 % (hombres 2515; mujeres 2366).
- 15-64 años: 58.7 % (hombres 3578; mujeres 3656).
- 65 años o más: 1.7 % (hombres 108; mujeres 106).

### Por sexo
- Al nacer: 1.05 varones por cada mujer.
- Menos de 15 años: 1.06 varones por cada mujer.
- 15-64 años: 0.98 varones por cada mujer.
- 65 años o más: 1.05 varones por cada mujer.
- Total de la población: 1.01 varones por cada mujer.

### Por grupos étnicos
- Nauruanos 58 %
- De otras Islas del Pacífico 26 %
- Chinos 8 %
- Europeos 8 %

### Por religión
Cristianos (dos tercios Protestantes, un tercio Católicos). También hay una considerable población Bahá'í.  Archivado el 7 de julio de 2010 en Wayback Machine.

### Por idioma
- Nauruano.
- Inglés.

## Estadísticas
Tasa de crecimiento de población: 1,96 %
Tasa de natalidad: 26,6 nacimientos cada mil habitantes.
Tasa de mortalidad: 7,06 muertes cada mil habitantes.
Tasa de inmigración: 0 inmigrantes cada mil habitantes.
Tasa de mortalidad infantil: 10,52 muertes por cada mil nacidos vivos.
Esperanza de vida al nacer:
Promedio: 61,57 años.
Hombres: 58,05 años.
Mujeres: 65,26 años.
Tasa de fertilidad: 3,5 niños nacidos por mujer.